# Coniogramme javanica
Coniogramme javanica là một loài dương xỉ trong họ Pteridaceae. Loài này được Blume Fée mô tả khoa học đầu tiên năm 1852.